# Sherrington
Sherrington – wieś w Anglii, w hrabstwie Wiltshire, położona nad rzeką Wylye. Leży 21 km na północny zachód od miasta Salisbury i 141 km na zachód od Londynu.